# Selsko Brdo
Selsko Brdo je naseljeno mjesto u Republici Hrvatskoj u Zagrebačkoj županiji. 

## Zemljopis
Administrativno je u sastavu općine Pisarovina. Naselje se proteže na površini od 3,74 km².

## Stanovništvo
Prema popisu stanovništva iz 2001. godine u Selskom Brdu živi 119 stanovnika i to u 37 kućanstava. Gustoća naseljenosti iznosi 31,82 st./km².
| broj stanovnika | 193   | 195   | 188   | 209   | 206   | 206   | 208   | 204   | 220   | 219   | 213   | 188   | 157   | 121   | 119   | 107   | 97    |
|                 | 1857. | 1869. | 1880. | 1890. | 1900. | 1910. | 1921. | 1931. | 1948. | 1953. | 1961. | 1971. | 1981. | 1991. | 2001. | 2011. | 2021. |